# Mickey Hawks
David Michael „Mickey“ Hawks (* 17. Juli 1940 in Thomasville, Davidson County, North Carolina; † 31. August 1989) war ein US-amerikanischer Rock-’n’-Roll-Musiker und -Pianist.

## Leben

### Kindheit und Jugend
Mickey Hawks wurde in Thomasville geboren, das ungefähr neun Meilen von Winston-Salem entfernt liegt. Seine Familie zog 1942 nach High Point nahe der Grenze zu Virginia, wo Hawks aufwuchs und ab seinem 13. Lebensjahr von seiner Mutter lernte, Klavier zu spielen. Im Radio hörte er Pop- und Country-Musik; beeinflusst wurde er unter anderem von Ernest Tubb und Louis Armstrong.

### Karriere
1956, als der Rock ’n’ Roll die gesamte Musikwelt veränderte, verließ Hawks Pop und Country. Maßgeblich von Chuck Berry, Jerry Lee Lewis und Fats Domino, vor allem aber von Little Richard inspiriert, gründete er seine eigene Band, die Rhythm Rockers, und spielte auf High-School-Veranstaltungen. Zu dieser Zeit hatte Moon Mullins eine Rockabilly-Band, die Night Raiders, in High Point, die täglich im Radio zu hören und die einzige ihrer Art in der Umgebung war. Hawks‘ Schlagzeuger kannte Mullins und Hawks wurde schließlich 1957 als Sänger in Mullins‘ Band aufgenommen. Schlagzeuger Bob Mathews kam mit Hawks in die Night Raiders, die neben Mullins aus Bill Ballard und John Owens bestanden.
1958 wurde in Greensborough in einem kleinen Garagen-Studio die erste Session produziert. Hawks hatte dafür den Titel Bip Bop Boom geschrieben, der im Mai 1958 auf dem kleinen Robbins Red-Label mit einer Auflage von 500 Platten herauskam. Kurz danach wurde Single bei Mart Records neu veröffentlicht. Als Hawks und die Night Raiders in Sanford, North Carolina, in einem Club spielten, wurde sie von Ian Thomas entdeckt, der sie an Labelbesitzer Mike Dury vermittelte. Dury nahm Hawks und Mullins‘ Night Raiders für drei Jahre für Profile Records unter Vertrag und legte Bip Bop Boom im Herbst 1958 neu auf. Die Single verkaufte sich im Mittleren Westen über 50.000 Mal und war wochenlang Platz-Eins in Chicago. Sogar in Johannesburg, Südafrika, war der Titel an der Spitze der dortigen Hitparade.
1959 wurde im Universal Record Studio in Chicago eine weitere Session organisiert, um den Erfolg zu wiederholen. Es wurden Hidi, Hidi, Hidi, Screamin’ Mimi Jeanie, I’m Lost, Late Date Tonight, Down the Road a Piece und das Instrumental Cottonpickin’ eingespielt; von diesen sechs Titeln wurden zwei Singles veröffentlicht. Hidi, Hidi, Hidi konnte sich 1959 mit moderatem Erfolg behaupten und im Juni 1960 schrieb das Billboard-Magazin über Screamin’ Mimi Jeanie: “A wild and pounding blues. The vocal lead man really blows his stack here, in the style of earlier Little Richard offerings. An exciting side.” Der Erfolg konnte aber nicht wiederholt werden.
Ein Jahr später wurde Hidi, Hidi, Hidi / Cottonpickin’ auf dem Hunch-Label wieder veröffentlicht, neue Aufnahmen machten Hawks und die Night Raiders aber nicht mehr. Die Gruppe spielte danach weiterhin zusammen und war als Hausband in Mullins‘ Club Moon’s Danceland engagiert. Nach einigen Wechseln in der Besetzung trennten sich die Night Raiders um 1968. Die meisten Mitglieder spielten danach in anderen Gruppen.
Hawks selbst gab die Musik nie auf. 1968 nahm er mit Moon Mullins und Gwynn Kellum eine Single auf. 1977 bzw. 1982 wurden im Vereinigten Königreich und in Schweden Bip Bop Boom / Rock’n’Roll Rhythm neu veröffentlicht, während in Deutschland 1985 bei Dee-Jay Jamboree Records eine EP mit Hawks’ alten Aufnahmen herauskam. In dieser Zeit reiste Hawks auch einige Male nach Europa, wo er Auftritte absolvierte. Seine letzte Single erschien 1989 bei C-Horse zusammen mit seinem ersten Album Invites You to Go Back in Time with Mickey Hawks and the Sounds of the 50's. Mickey Hawks starb im selben Jahr. Er wurde 49 Jahre alt.

## Diskografie

### Singles
| Jahr                    | Titel                                                               | Label #          |
| ----------------------- | ------------------------------------------------------------------- | ---------------- |
| 1958                    | Rock and Roll Rhythm / Bip Bop Boom                                 | Robin’s Red      |
| 1958                    | Rock and Roll Rhythm / Bip Bop Boom                                 | Mart 45-113      |
| 1958                    | Bip Bop Boom / Rock and Roll Rhythm                                 | Profile 4002     |
| 1959                    | Cottonpickin’ / Hidi, Hidi, Hidi                                    | Profile 4007     |
| 1960                    | Screamin’ Mimi Jeanie / I’m Lost                                    | Profile 4010     |
| 1961                    | Cottonpickin’ / Hidi, Hidi, Hidi                                    | Hunch 45-347     |
| 1968                    | Baby, I Got You / Ain’t Gonna Cry (mit Moon Mullins & Gwynn Kellum) | Piedmont 45-2044 |
| 1989                    | Me and My Harley-Davidson / The Good Old Days                       | C-Horse CH-589   |
| Unveröffentlichte Titel |                                                                     |                  |
|                         | - Jammin’ - Way Out Willie                                          |                  |
| 1959                    | - Down the Road a Piece - Late Date Tonight                         | Profile Records  |
| 1962                    | - Jambalaya - You Win Again                                         |                  |

### Alben
- 1989: Bip Bop Boom
- 1989: Invites You to Go Back in Time with Mickey Hawks and the Sounds of the 50’s
- 1999: Bip Bop Boom (Schweden)